# Coalición por Europa
Coalición por Europa (CEU) fue el nombre que adoptaron varias coaliciones electorales formadas en España para presentarse a sucesivas elecciones al Parlamento Europeo. Creada para las elecciones de 2009 y reeditada para los comicios de 2014, en ambos casos estuvo integrada por Convergencia Democrática de Cataluña (CDC), Unión Democrática de Cataluña (UDC), el Partido Nacionalista Vasco (PNV) y Coalición Canaria (CC), mientras que el resto de miembros cambió entre ambas ocasiones.

## Historia

### Antecedentes
Coalición por Europa tuvo como base fundamental la candidatura que, bajo el nombre de Galeusca-Pueblos de Europa, se había presentado a las anteriores elecciones europeas. Adoptaron este nombre tras la negativa del Bloque Nacionalista Galego a renovar la candidatura y la integración de los partidos más significativos que habían formado la Coalición Europea de 2004.

### Formación de la candidatura (2009)
Tras tres meses de negociaciones, Coalición por Europa la formaron Convergència (CDC) y Unió Democràtica de Catalunya (UDC), el Partido Nacionalista Vasco (PNV), Bloc Nacionalista Valencià (BLOC), que habían formado parte de Galeusca; Unió Mallorquina, la recientemente creada Unió Menorquina (los tres últimos con relaciones preferenciales con CDC), Coalición Canaria y Partido Andalucista (estos dos pertenecientes a la Coalición Europea de 2004).
La proposición de candidatos se hizo de forma escalonada. Los primeros fueron los integrantes de Convergència i Unió: el candidato de Convergencia Democrática de Cataluña, que será el número uno de la coalición, en detrimento de Ignasi Guardans, el anterior cabeza de lista, será el economista Ramon Tremosa; por su parte Unión Democrática de Cataluña eligió a Salvador Sedó (Sedó será el número tres de la candidatura; posiblemente el cuatro si el BNG hubiese repetido). CDC también negoció la inclusión del Bloc Nacionalista Valencià. Tras las elecciones autonómicas vascas y el anuncio de que el BNG planeaba acudir a las elecciones con Esquerra Republicana de Catalunya, Aralar, Chunta Aragonesista y Eusko Alkartasuna, se hizo público que el Partido Nacionalista Vasco (PNV) sí reeditaría la coalición, barajando a Izaskun Bilbao (que dejaría de ser presidenta del Parlamento Vasco, al haberse producido un pacto entre PSE y PP) como candidata propia. Entre las razones para la ausencia del BNG se han citado las reticencias por parte de UDC, que no quería verse relegada al cuarto puesto de la lista, y los malos resultados del BNG en las elecciones gallegas, en las que perdió un escaño y el gobierno de Galicia.
De forma simultánea al anuncio del mantenimiento del PNV en la candidatura, se anunció que comprendería a CiU, PNV, Bloc Nacionalista Valencià y Unió Mallorquina, al tiempo que se citaban conversaciones con Coalición Canaria y Partido Andalucista.
Paralelamente, los miembros de la antigua candidatura de Coalición Europea habían ido haciendo intentos de preparar una candidatura. Coalición Canaria barajó diferentes posibilidades, incluso la alianza con Esquerra Republicana de Catalunya, que no se concretó. También reclamó al resto de partidos nacionalistas e insularistas canarios (Nueva Canarias, Centro Canario Nacionalista) su alianza, sin éxito. Por su parte, el Partido Andalucista eligió a Carlos Bautista como su candidato.
Hubo también rumores periodísticos que apuntaban a que Tierra Comunera (en pleno proceso de refundación en el Partido Castellano) se uniera a una posible coalición con Coalición Canaria, el Partido Andalucista, el Partido Aragonés y otras formaciones de la Comunidad Valenciana y Baleares, que finalmente no se confirmaron.
Finalmente, el 13 de abril de 2009 se hizo pública la presencia de Coalición Canaria en la candidatura liderada por los partidos de CiU y PNV, así como el nombre de la candidatura, incluyendo también al Partido Andalucista.

### Reedición de la candidatura (2014)
En 2014, y respecto a la candidatura de 2009, se incorporaron el Partido Nacionalista Canario (PNC) —como consecuencia de su pacto con CC—, Reagrupament —escisión de Esquerra Republicana de Catalunya, en virtud de un acuerdo con CDC— y Compromiso por Galicia (CxG) —partido galleguista autodefinido como de centro progresista y socialdemócrata—. Por su parte, la abandonaron el Partido Andalucista (PA) —que se presentó en solitario—, Unió Mallorquina (UM) —se disolvió tras estar implicada en múltiples casos de corrupción-, Unió Menorquina (UMe) —estuvo integrada en Proposta per les Illes, que decidió no concurrir— y el Bloc Nacionalista Valencià (BNV) —integrado en Compromís, que se presentó encabezando, junto con Equo, la coalición Primavera Europea—.

## Lista electoral

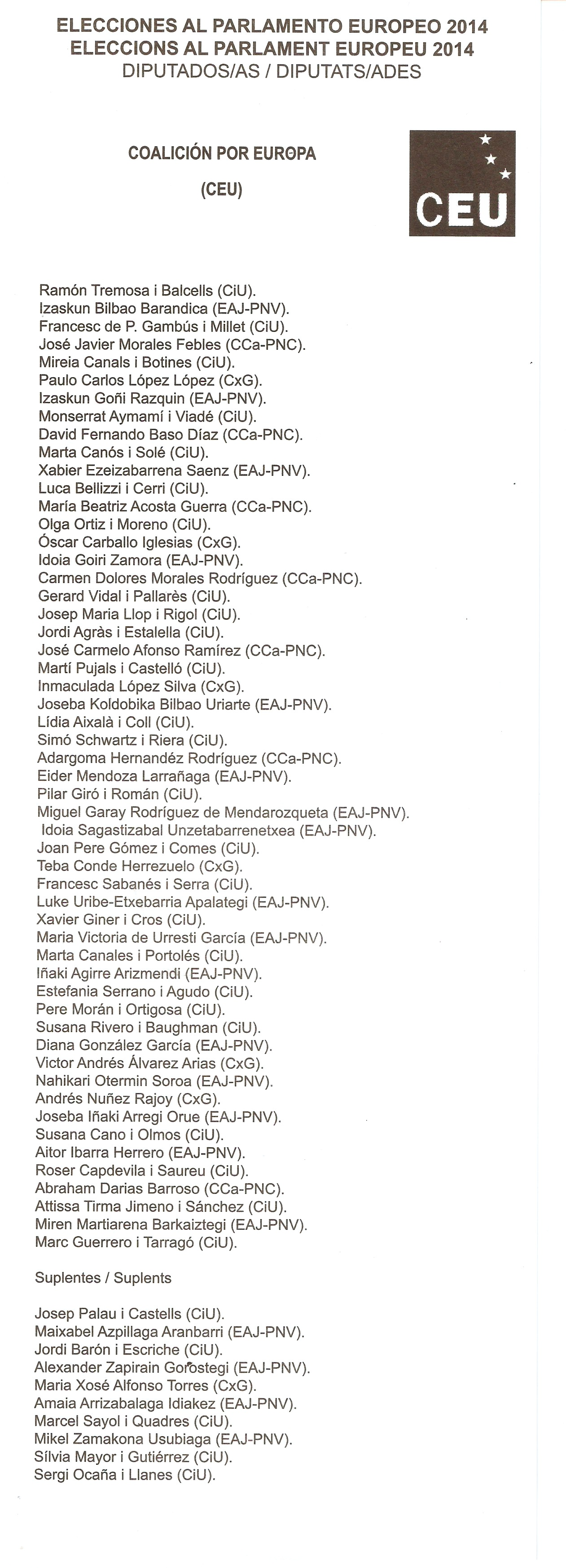
Papeleta de Coalición por Europa en la Comunidad Valenciana para las elecciones de 2014.

### Candidatos
En 2009, los siete primeros puestos de la candidatura fueron:
1. Ramon Tremosa (Convergencia Democrática de Cataluña)
2. Izaskun Bilbao (Partido Nacionalista Vasco)
3. Salvador Sedó (Unión Democrática de Cataluña)
4. Claudina Morales (Coalición Canaria)
5. Enric Nomdedéu (Bloc Nacionalista Valencià)
6. Joan Carles Verd (Unió Mallorquina)
7. Carlos Bautista (Partido Andalucista)

En 2014, su cabeza de lista fue Ramon Tremosa i Balcells, miembro de CDC; los candidatos de los partidos integrantes de la coalición fueron Izaskun Bilbao por el PNV, Francesc Gambús por UDC, Javier Morales por CC, y Paulo Carlos López por CxG.
Los ocho primeros puestos de la lista fueron:
1. Ramon Tremosa i Balcells (CiU/CDC) - Electo
2. Izaskun Bilbao (PNV) - Electa
3. Francesc de Paula Gambús i Millet (CiU/UDC) - Electo
4. José Javier Morales Febles (CC-PNC)
5. Mireia Canals i Botines (CiU - CDC)
6. Paulo Carlos López López (CxG)
7. Izaskun Goñi Razquin (PNV)
8. Montserrat Aymamí i Viade (CiU-CDC (Reagrupament))

### Denominación y candidatos por territorio
Aunque la candidatura tuvo como denominación Coalición por Europa, en determinadas comunidades autónomas —como permite el artículo 222 de la Ley Orgánica de 5/1985— se presentó con los siguientes nombres y cabezas de lista:
| Comunidad autónoma   | 2009 | 2009                  | 2014 | 2014                                 |
| Comunidad autónoma   | Denominación                                                                                            | Cabeza de lista       | Denominación                                                                                            | Cabeza de lista                      |
| -------------------- | --- | --------------------- | --- | ------------------------------------ |
| Andalucía            | Partido Andalucista-Coalición por Europa (PA)                                                           | Carlos Bautista (PA)  | Coalición por Europa (CEU)                                                                              | Ramon Tremosa i Balcells (CiU)       |
| Aragón               | Coalición por Europa (CEU)                                                                              | Ramon Tremosa (CiU)   | Coalición por Europa (CEU)                                                                              | Ramon Tremosa i Balcells (CiU)       |
| Asturias             | Coalición por Europa (CEU)                                                                              | Ramon Tremosa (CiU)   | Coalición por Europa (CEU)                                                                              | Ramon Tremosa i Balcells (CiU)       |
| Canarias             | Coalición Canaria-Coalición por Europa (CC)                                                             | Claudina Morales (CC) | Coalición Canaria-Partido Nacionalista Canario- Coalición por Europa (Cca-PNC)                          | José Javier Morales Febles (Cca-PNC) |
| Cantabria            | Coalición por Europa (CEU)                                                                              | Ramon Tremosa (CiU)   | Coalición por Europa (CEU)                                                                              | Ramon Tremosa i Balcells (CiU)       |
| Castilla-La Mancha   | Coalición por Europa (CEU)                                                                              | Ramon Tremosa (CiU)   | Coalición por Europa (CEU)                                                                              | Ramon Tremosa i Balcells (CiU)       |
| Castilla y León      | Coalición por Europa (CEU)                                                                              | Ramon Tremosa (CiU)   | Coalición por Europa (CEU)                                                                              | Ramon Tremosa i Balcells (CiU)       |
| Cataluña             | Convergència i Unió-Coalició per Europa (CiU)                                                           | Ramon Tremosa (CiU)   | Convergència i Unió-Coalició per Europa (CiU)                                                           | Ramon Tremosa (CiU)                  |
| Ceuta                | Coalición por Europa (CEU)                                                                              | Ramon Tremosa (CiU)   | Coalición por Europa (CEU)                                                                              | Ramon Tremosa i Balcells (CiU)       |
| Comunidad Valenciana | Bloc Nacionalista Valencià-Coalició per Europa (BLOC)                                                   | Ramon Tremosa (CiU)   | Coalición por Europa (CEU)                                                                              | Ramon Tremosa i Balcells (CiU)       |
| Extremadura          | Coalición por Europa (CEU)                                                                              | Ramon Tremosa (CiU)   | Coalición por Europa (CEU)                                                                              | Ramon Tremosa i Balcells (CiU)       |
| Galicia              | Coalición por Europa (CEU)                                                                              | Ramon Tremosa (CiU)   | Compromiso por Galicia-Coalición por Europa (CxG)                                                       | Paulo Carlos López López (CxG)       |
| Islas Baleares       | Unió Mallorquina-Unió Menorquina- Coalició per Europa (UM-UMe)                                          | Ramon Tremosa (CiU)   | Coalición por Europa (CEU)                                                                              | Ramon Tremosa i Balcells (CiU)       |
| La Rioja             | Coalición por Europa (CEU)                                                                              | Ramon Tremosa (CiU)   | Coalición por Europa (CEU)                                                                              | Ramon Tremosa i Balcells (CiU)       |
| Madrid               | Coalición por Europa (CEU)                                                                              | Ramon Tremosa (CiU)   | Coalición por Europa (CEU)                                                                              | Ramon Tremosa i Balcells (CiU)       |
| Melilla              | Coalición por Europa (CEU)                                                                              | Ramon Tremosa (CiU)   | Coalición por Europa (CEU)                                                                              | Ramon Tremosa i Balcells (CiU)       |
| Murcia               | Coalición por Europa (CEU)                                                                              | Ramon Tremosa (CiU)   | Coalición por Europa (CEU)                                                                              | Ramon Tremosa i Balcells (CiU)       |
| País Vasco           | Euzko Alderdi Jeltzalea-Partido Nacionalista Vasco- Coalición por Europa-Europarako Koalizioa (EAJ-PNV) | Izaskun Bilbao (PNV)  | Euzko Alderdi Jeltzalea-Partido Nacionalista Vasco- Coalición por Europa-Europarako Koalizioa (EAJ-PNV) | Izaskun Bilbao Barandica (PNV)       |
| Navarra              | Euzko Alderdi Jeltzalea-Partido Nacionalista Vasco- Coalición por Europa-Europarako Koalizioa (EAJ-PNV) | Izaskun Bilbao (PNV)  | Euzko Alderdi Jeltzalea-Partido Nacionalista Vasco- Coalición por Europa-Europarako Koalizioa (EAJ-PNV) | Izaskun Bilbao Barandica (PNV)       |

### Adscripción europea de los miembros de la candidatura
| Partido                               | Partido europeo                              | Partido europeo                                                | Grupo en el Parlamento Europeo                   | Grupo en el Parlamento Europeo                   |
| Partido                               | 2009                                         | 2014                                                           | 2009                                             | 2014                                             |
| ------------------------------------- | -------------------------------------------- | -------------------------------------------------------------- | ------------------------------------------------ | ------------------------------------------------ |
| Convergència Democràtica de Catalunya | Partido Europeo Liberal Demócrata Reformista | Partido de la Alianza de los Liberales y Demócratas por Europa | Alianza de los Demócratas y Liberales por Europa | Alianza de los Liberales y Demócratas por Europa |
| Partido Nacionalista Vasco            | Partido Demócrata Europeo                    | Partido Demócrata Europeo                                      | Alianza de los Demócratas y Liberales por Europa | Alianza de los Liberales y Demócratas por Europa |
| Unió Democràtica de Catalunya         | Partido Popular Europeo                      | Partido Popular Europeo                                        | Partido Popular Europeo-Demócratas Europeos      | Partido Popular Europeo                          |
| Partido Andalucista                   | Alianza Libre Europea                        | No participó en la candidatura                                 | Los Verdes-Alianza Libre Europea                 | No participó en la candidatura                   |
| Unió Mallorquina                      | Partido Europeo Liberal Demócrata Reformista | No participó en la candidatura                                 | Alianza de los Demócratas y Liberales por Europa | No participó en la candidatura                   |

## Resultados
En 2009, la coalición obtuvo 808.246 votos (5,21% de los votos a candidaturas) en toda España, lo que se tradujo en dos escaños, ocupados por Ramon Tremosa (CDC) e Izaskun Bilbao (PNV). Coalición por Europa cosechó 805.063 votos (un 99,60% de sus votos totales) en las comunidades en la que desarrollan su labor los partidos miembros: 441.810 votos en Cataluña, 208.432 en el País Vasco, 96.297 en Canarias, 26.556 en Andalucía, 18.458 en la Comunidad Valenciana, 9.819 en Baleares y 3.691 en Navarra. Estos votos se suman a los 3.183 obtenidos en el resto de España.
Coalición por Europa fue la lista más votada en las provincias de Gerona, Lérida y Vizcaya. Fue la segunda en Barcelona, Guipúzcoa y provincia de Tarragona, y la tercera en Álava, Islas Baleares, Las Palmas y Santa Cruz de Tenerife. Por comunidades autónomas, fue la lista más votada en el País Vasco, segunda en Cataluña y tercera en Canarias y Baleares. En Andalucía y la Comunidad Valenciana fue quinta y en Navarra séptima.
En 2014, Coalición por Europa fue la sexta candidatura por número de votos, obteniendo 851 971 votos (5,42 %) y tres escaños.
| Territorio           | 2009    | 2009    | 2009     | 2014    | 2014    | 2014     |
| Territorio           | Votos   | %       | Posición | Votos   | %       | Posición |
| -------------------- | ------- | ------- | -------- | ------- | ------- | -------- |
| Andalucía            | 26 556  | 1,01 %  | 5º       | 1111    | 0,04 %  | < 10º    |
| Aragón               | 465     | 0,1 %   | < 10º    | 321     | 0,07 %  | < 10º    |
| Asturias             | 120     | 0,03 %  | < 10º    | 133     | 0,04 %  | < 10º    |
| Canarias             | 96 297  | 15,84 % | 3º       | 69 601  | 12,18 % | 3º       |
| Cantabria            | 349     | 0,14 %  | 10º      | 370     | 0,17 %  | < 10º    |
| Castilla-La Mancha   | 141     | 0,02 %  | < 10º    | 484     | 0,07 %  | < 10º    |
| Castilla y León      | 353     | 0,03 %  | < 10º    | 825     | 0,09 %  | < 10º    |
| Cataluña             | 441 810 | 22,44 % | 2º       | 549 096 | 21,84 % | 2º       |
| Ceuta                | 12      | 0,07 %  | < 10º    | 15      | 0,10 %  | < 10º    |
| Comunidad Valenciana | 18 458  | 0,98 %  | 5º       | 2316    | 0,13 %  | < 10º    |
| Extremadura          | 86      | 0,02 %  | < 10º    | 117     | 0,03 %  | < 10º    |
| Galicia              | 294     | 0,03 %  | < 10º    | 9812    | 0,96 %  | 9º       |
| Islas Baleares       | 9819    | 3,81 %  | 3º       | 1288    | 0,48 %  | < 10º    |
| La Rioja             | 126     | 0,1 %   | < 10º    | 135     | 0,12 %  | < 10º    |
| Madrid               | 1147    | 0,05 %  | < 10º    | 1531    | 0,07 %  | < 10º    |
| Melilla              | 6       | 0,04 %  | < 10º    | 11      | 0,08 %  | < 10º    |
| Murcia               | 84      | 0,02 %  | < 10º    | 266     | 0,06 %  | < 10º    |
| Navarra              | 3691    | 1,82 %  | 7º       | 5552    | 2,54 %  | 7º       |
| País Vasco           | 208 432 | 28,54 % | 1º       | 208 987 | 27,48 % | 1º       |
| España               | 808 246 | 5,21 %  | 3º       | 851 971 | 5,42 %  | 6º       |